# Bellpenna meifengensis
Bellpenna meifengensis är en insektsart som beskrevs av Chiang, Hsu och Knight 1989. Bellpenna meifengensis ingår i släktet Bellpenna och familjen dvärgstritar.
Artens utbredningsområde är Taiwan. Inga underarter finns listade i Catalogue of Life.